# Rhaphidura leucopygialis
Белохвостый иглохвост, или Белохвостый колючехвост, или Стриж иглохвостый с серым надхвостьем (Rhaphidura leucopygialis, или  Raphidura leucopygialis) — вид птиц из семейства стрижиных. Подвидов не выделяют.

## Распространение
Ареал вида простирается от южной часть Мьянмы на юг до Малайского полуострова, Суматры и островов Бангка, Борнео и Ява.

## Описание
Длина тела 11 см. Оперение темно-сине-черное с резко контрастирующим белым задом и надхвостьем (что делает вид безошибочно узнаваемым в пределах юго-восточного азиатского ареала). Хвост квадратный. Неполовозрелые птицы похожи на взрослых, но их оперение менее глянцевое, а надхвостье короче (не закрывает конец хвоста).

## Биология
Гнездятся в полых деревьях. Питание и размножение недостаточно изучены.